# 柳溝村
23°34′44″N 120°24′16″E / 23.57889°N 120.40444°E
柳溝村是嘉義縣溪口鄉轄下的行政區。其地勢平緩，是一個農村，阿蓮庄的天后宮是其知名廟宇之一。

## 地理位置
柳溝村位於溪口鄉東邊，東與疊溪村為鄰、西接坪頂村、妙崙村及本厝村三村、北隔三疊溪和大林鎮相對、南與民雄鄉比鄰。
全村由北往南包括阿蓮庄、柳仔溝及南靖厝等三大聚落，日治時期皆屬打貓南堡柳子溝庄，由嘉93縣道貫穿串連，轄區最東側則有國道一號經過，現有柳溝派出所及柳溝國小。

## 聚落歷史
清領時期屬嘉義縣打貓南堡，分有柳子溝庄及南靖厝庄；1901年屬嘉義廳打貓支廳雙溪口區打貓南堡柳子溝庄，並有柳子溝、南靖厝及阿連之土名；至1920年，改制屬台南州嘉義郡溪口庄柳子溝，前述三個土名仍存；直到國民政府來台，改制屬嘉義縣溪口鄉柳溝村，包含柳子溝、南靖厝與阿連庄三聚落，茲將各聚落名稱由來分述於後：
1. 阿連庄：地名因聚落範圍廣大，而取其庄頭連著庄頭之意，據嘉義縣溪口鄉土史料所載，本聚落為溪口鄉於清朝年間的四大庄之一，因庄內有土匪居住且吸食鴉片而有「鴉片庄」之稱，因其名不雅，日治時期已改稱現名。此聚落早期居民以莊、王、楊三姓最多，庄內有一聞人叫莊芋，是一個土匪，後受清廷招降，至大陸平番受封為五品官。在返回嘉義途中，行經淡水溪被人以毒餌計誘而死，其後代子孫現仍居於阿蓮庄內[4]。
2. 柳仔溝：名稱源於此聚落內的圳溝旁有著一棵大柳樹，故而得名[4]。
3. 南靖厝：本聚落主要姓氏為莊姓，為福建省漳州府南靖縣遷徙而來之移民，聚落名稱是為紀念祖先來源而命名，開基祖為莊三郎，來此距今已經303年，在莊姓之外，曾姓為本聚落的第二大姓氏，但現在居民姓氏已混雜[4]。

## 教育
柳溝國民小學為村內一所初等教育學校，設立於1942年2月4日，為溪口國民學校（今溪口國小）柳溝分教場。

## 聚落廟宇
永興宮，為柳仔溝信仰中心，主祀神農帝（五榖王）、徐三王爺、觀音菩薩及柳絲王。據當地耆老表示，柳絲王是相當特別罕見的神祇，曾顯赫一時，而主神神農帝也十分靈驗，每年農曆四月誕辰時，酬神戲碼要演上整個月。
天后宮，為阿蓮庄的庄頭廟，主祀神明為天上聖母，合祀觀音佛祖、福德正神、神農聖帝、三仙國王等。依嘉義縣鄉土史料記載，本廟曾於1982年重建，肇建於1850年，廟內香爐可見「天上聖母於道光年間刻印」字樣。
保聖宮，創立於1972年，以保生大帝為主祀神明，每年農曆一月十九日為廟方主要祭典日。